# Krunoslav Jurčić
Krunoslav Jurčić (Ljubuški, 26 de novembro de 1969) é um ex-futebolista e treinador de futebol croata nascido na atual Bósnia-Herzegovina. Atualmente comanda o Pyramids.

## Carreira
Começou a carreira em 1988, no Dínamo Zagreb, mas em três temporadas não jogou nenhuma partida pelo clube. Em 1991, foi para o Inter Zaprešić, onde disputou 39 partidas e marcou nove gols.
Passaria ainda por Uljanik Pula e Beveren até retornar ao Dínamo (agora rebatizado de Croatia Zagreb) , em 1996. Permaneceu no clube até 1999, quando assinou contrato com o Torino, iniciando uma trajetória de seis temporadas no futebol italiano.
Sua carreira começou a ruir em 2001, quando defendia a Sampdoria. Jurcić, ignorado pelo então treinador Gianfranco Bellotto, jogaria apenas três partidas: uma contra o Cittadella, outra contra a Juventus pela Copa da Itália, e mais uma contra a Ternana, sendo que atuaria por poucos minutos.
Em 2002, Jurcić retornaria à Croácia para defender o Slaven Belupo, onde voltou a se destacar mesmo com uma idade avançada (ele tinha 32 anos quando se transferiu para o Slaven): foram 44 jogos e dois gols marcados. Encerrou sua carreira em 2004, aos 34 anos.

## Seleção
Jurcić esteve com a Seleção Croata que surpreendeu o futebol após a conquista do terceiro lugar na Copa de 1998, um ano depois de sua estreia no selecionado.
Foram três anos defendendo a equipe, onde jogou 21 partidas, sem marcar nenhum gol.

## Carreira de treinador
Em 2005, Kruno estreou como treinador no Istra 1961, comandado por ele até 2006. Ainda comandaria o Slaven Belupo, último clube de sua carreira como jogador, quando foi contratado pelo Dínamo Zagreb para ser seu treinador em 2009.
Saiu dos Plavi em 2010, ficando quase o ano todo sem atividade. Voltou a comandar equipes em 2011, quando foi contratado pelo Lokomotiva, onde trabalhou por poucos meses antes de retornar ao Dínamo.
Após a eliminação do clube na fase de grupos da Liga dos Campeões com uma goleada de 7 a 1 a favor do Lyon, Jurcić anunciou sua demissão.

## Títulos

### Como jogador
NK Inter Zaprešić
- Copa da Croácia: 1992

Dinamo Zagreb
- MAXtv Prva Liga: 1996–97, 1997–98, 1998–99, 1999–00
- Copa da Croácia: 1997, 1998

Seleção Croata
- Copa do Mundo de 1998: 3º Lugar

### Como técnico
Dinamo Zagreb
- MAXtv Prva Liga: 2008–09, 2009–10, 2012–13
- Copa da Croácia: 2009
- Supercopa da Croácia: 2013

Al-Nasr
- Campeonato Emiradense: 2019–20

Pyramids
- Copa do Egito: 2023–24
- Liga dos Campeões da CAF: 2024–25[1]